# Diodor (Isajew)
Diodor, imię świeckie Dmitrij Jurjewicz Isajew (ur. 7 maja 1976 w Jazykowie) – rosyjski biskup prawosławny. 

## Życiorys
Chrzest przyjął we wczesnym dzieciństwie, jako nastolatek służył jako lektor w cerkwi św. Sergiusza z Radoneża w Tawołżance. W 1993 uzyskał średnie wykształcenie i rozpoczął naukę w seminarium duchownym w Moskwie. 28 lipca 1997 przyjął święcenia diakońskie z rąk biskupa symbirskiego i melekeskiego Prokla i rozpoczął pracę duszpasterską w soborze Ikony Matki Bożej „Krzew Gorejący” w Uljanowsku. W latach 2000–2013 był również sekretarzem ordynariusza eparchii symbirskiej, biskupa Prokla i kierownikiem kancelarii administratury. 23 marca 2001 złożył przed arcybiskupem Proklem wieczyste śluby mnisze, otrzymując imię Diodor. W 2007 ukończył państwowe technikum w Inzie na kierunku prawoznawstwo. Wyższe studia teologiczne ukończył na Moskiewskiej Akademii Duchownej, w trybie zaocznym, uzyskując w 2012 tytuł kandydata nauk teologicznych.
W 2009 otrzymał godność archidiakona, zaś w 2011 arcybiskup Prokl udzielił mu święceń kapłańskich. 1 grudnia 2011 objął obowiązki proboszcza parafii Zmartwychwstania Pańskiego w Uljanowsku. Od kwietnia roku następnego był dziekanem wszystkich parafii w mieście.
12 marca 2013 otrzymał nominację na biskupa melekeskiego i czerdaklińskiego, w związku z czym otrzymał 17 marca 2013 godność archimandryty. Jego chirotonia biskupia odbyła się 19 maja 2013 w soborze św. Aleksandra Newskiego w Monasterze Nowo-Tichwińskim.